# M/S Viking Sky
 M/S Viking Sky är ett norskt passagerarfartyg, som trafikeras av Viking Ocean Cruises.
M/S Viking Sky byggdes  2016–2017 av Fincantieri S.p.a. i Ancona i Italien som det tredje i raden av systerfartyg. Ombord finns två pooler, ett spa, en fitnessanläggning, två restauranger, lounger och barer, en biograf och affärer.

## Motorhaveri i storm vid norska kusten i mars 2019

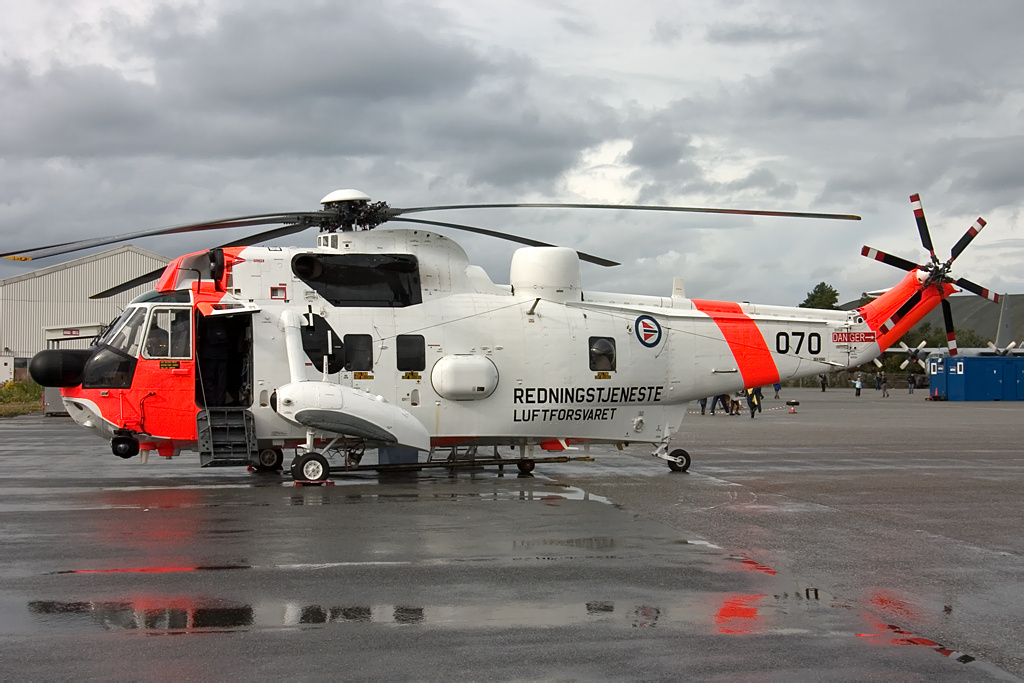
En av de Sea King-helikoptrar från 330. skvadron, som deltog i räddningen av nödställda på Viking Sky

Den 23 mars 2019 fick fartyget motorhaveri i Hustadvika på västkusten i Norge. 479 av de 1 373 passagerarna evakuerades med helikoptrar. Fartyget bogserades till kaj i Molde av M/S Ocean Response den 24 mars.
M/S Viking Sky var på väg från Tromsø till Stavanger i mycket hårt väder med upp till 15 meter höga vågor och råkade ut för ett totalt motorhaveri i den vid storm farliga Hustadvika i Fræna kommun i Møre og Romsdal fylke, ungefär 1,5 kilometer utanför grunt vatten. Motorstoppen berodde enligt norska Sjøfartsdirektoratets slutsats den 27 mars på för lågt oljetryck och därmed följande automatisk avstängning av samtliga motorer. Det fanns mer smörjolja än miniminivån, men sjögången gjorde att nivån tidvis kom under minimum vilket förvirrade övervakningssystemet för smörjoljan. Fartyget sände ut nödsignal vid 16-tiden. Fartyget drev utan manöverförmåga under 30 minuter och var omkring 100 meter från grynnor och land, innan fartyget kunde få stopp genom att få fäste för ankare, varefter besättningen lyckades återstarta en av fartygets fyra dieselmotorer.
470 personer av de sammanlagt 1 373 passagerarna och besättningsmännen evakuerades genom att under natten hissas upp i räddningshelikoptrar och ilandsättas, innan kaptenen på förmiddagen dagen därpå kunde avbryta evakueringen och fartyget kunde sakta segla in till Molde med oceanbogserbåtshjälp. Sammanlagt tre stora räddningshelikoptrar från Norges flygvapens 330. skvadron och CHC Helikopter Service av modell Sea King respektive Sikorsky S-92 var sysselsatta under natten, samtidigt som två fått avdelas till lastfartyget Hagland Captain med nio mans besättning, som också fått motorstopp på Hustadvika samma kväll och därmed hamnat i svår sjönöd. Hennes besättning firades också upp från däck och från vattnet till helikoptrar. Evakueringen med helikoptrar från M/S Viking Sky avslutades på förmiddagen dagen efter, sedan fartyget åter blivit någorlunda manöverdugligt, kapat ankarkättingen och kunnat lämna haveriplatsen till kaj i Molde med hjälp av oceanbogseraren M/S Ocean Response.